# Bali myna
Bali myna (Leucopsar rothschildi) este o specie de pasăre cântătoare din familia graurilor (Sturnidae) aflată în pericol de dispariție. Se găsește în Bali, Indonezia, și a fost intodusă pe insula Nusa Penida. Specia este în mare parte crescută în captivitate și aproape dispărută în sălbăticie, așa că au fost prelevate mostre de ADN pentru a cerceta diversitatea genetică a speciei. Balinezii numesc această pasăre jalak bali („pasărea albă”) și curik bali. Din 1991 este simbolul oficial al faunei balineze.

## Taxonomie și sistematică
Prima descriere științifică a Bali myna a fost făcută în 1912. Plasată în genul monotipic Leucopsar, pare să fie cel mai strâns înrudită cu Sturnia și graurul cu cap negru, care a fost plasat inițial în Sturnus, ulterior mutat de un studiu din 2008 în Sturnia, Epitetul specific îl comemorează pe ornitologul britanic Lord Rothschild.

## Galerie

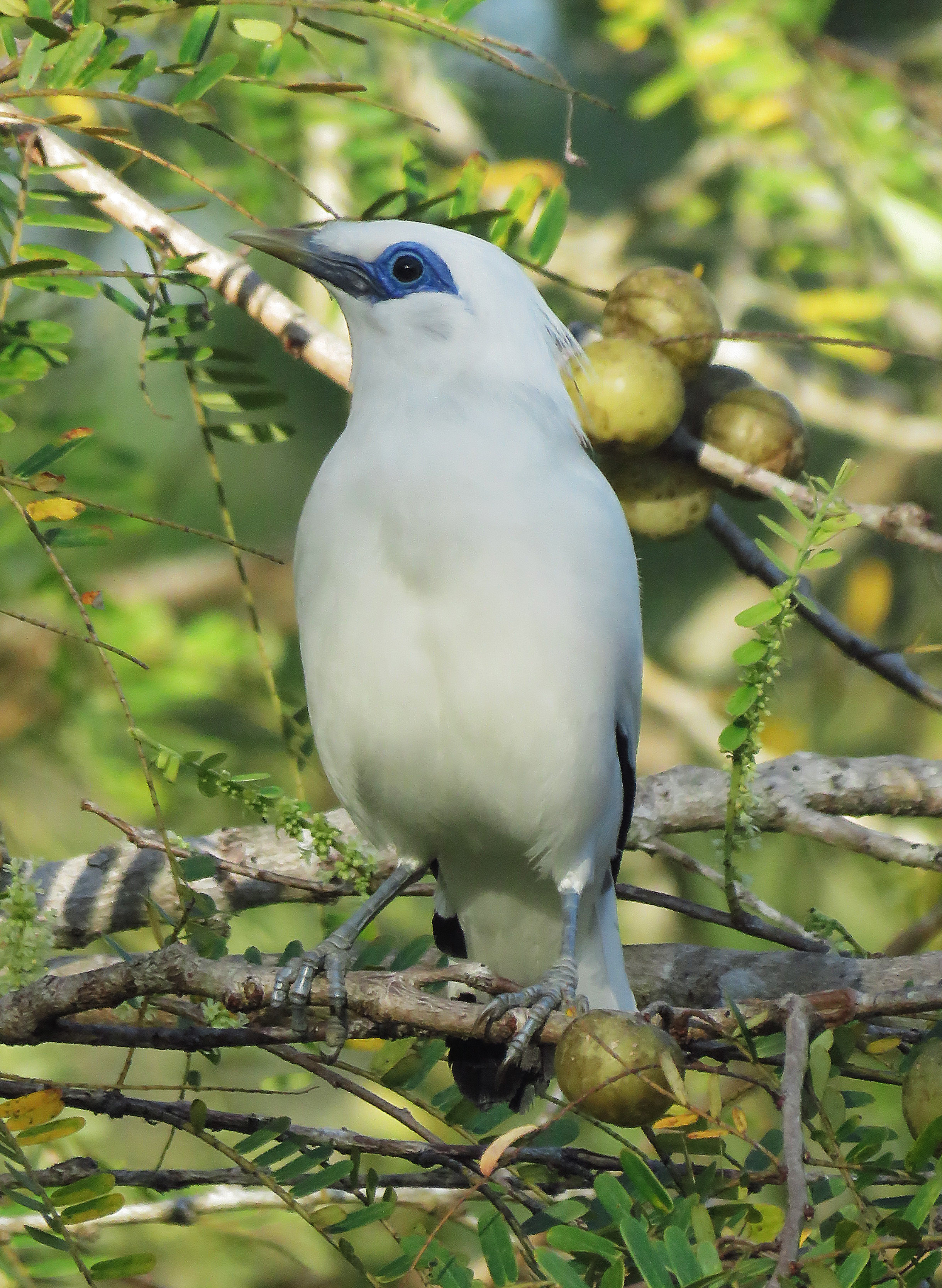
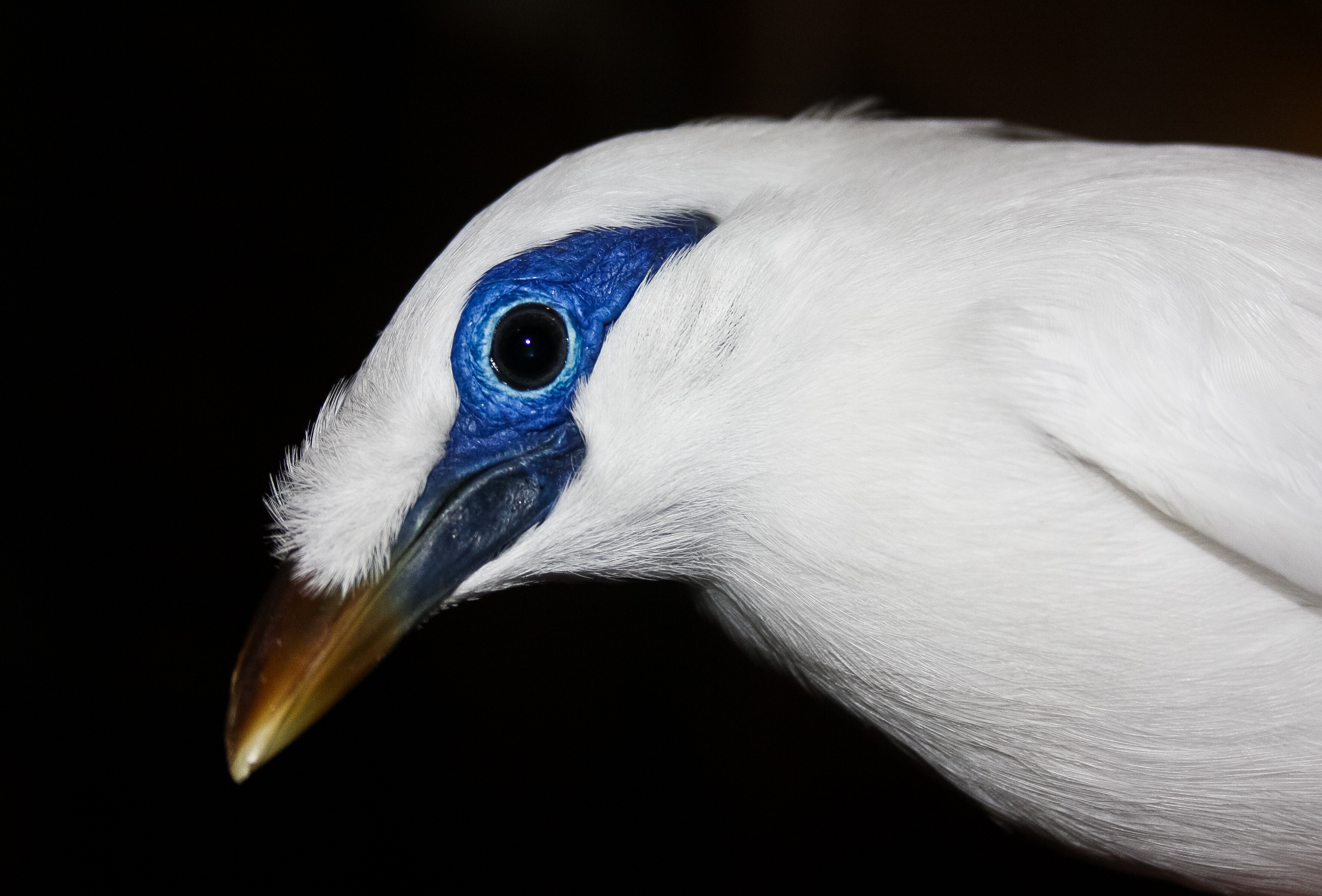
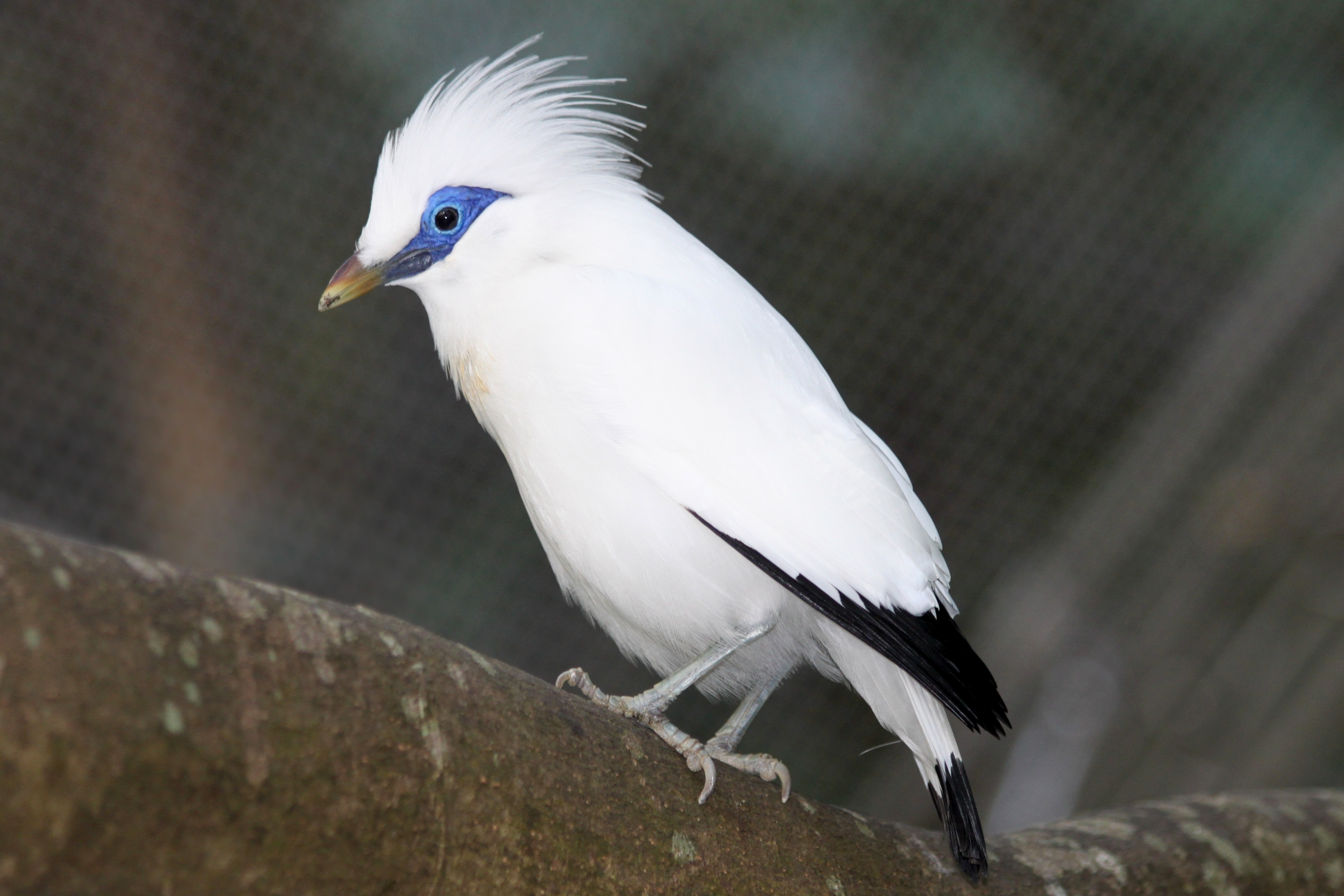
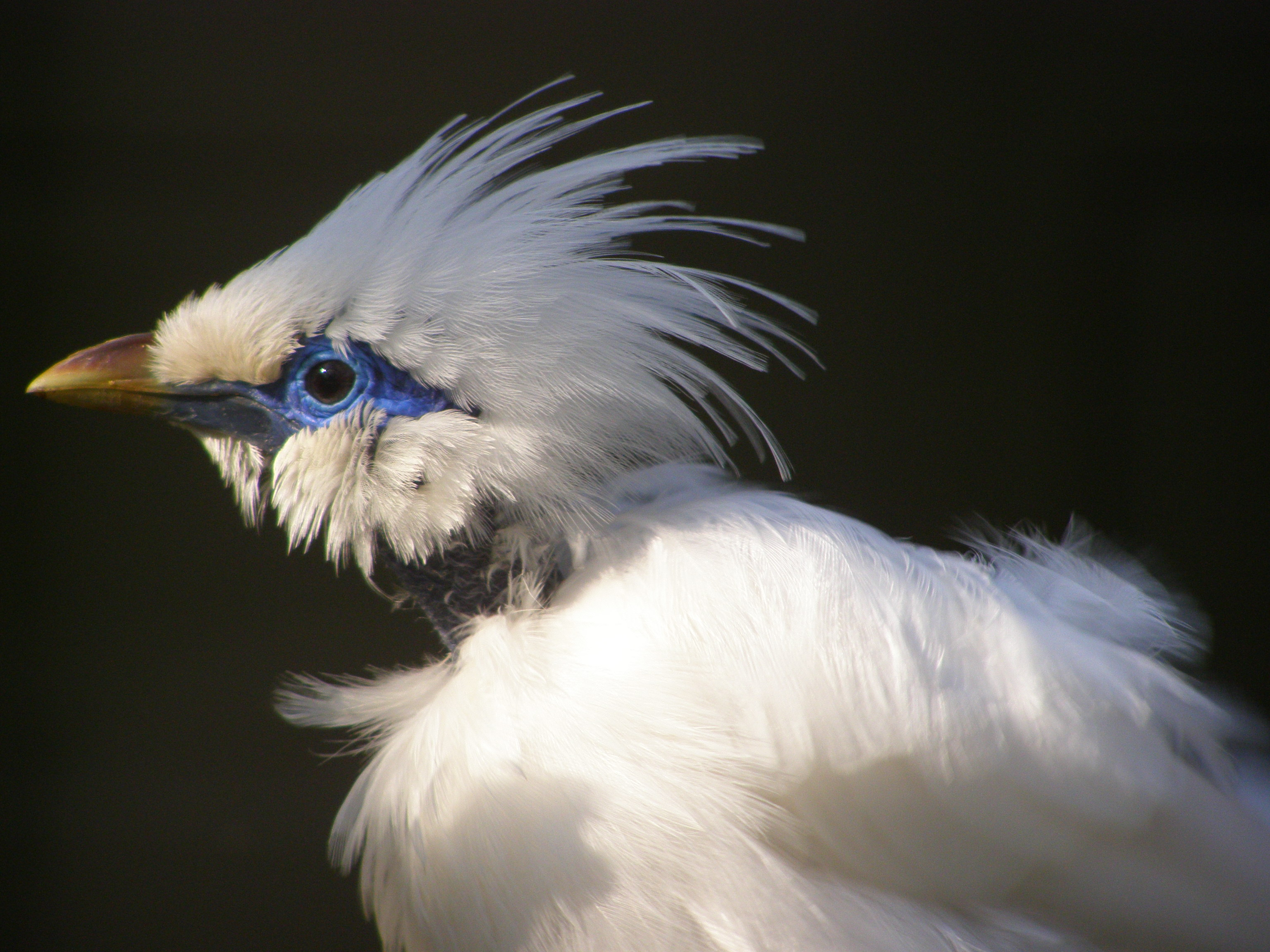
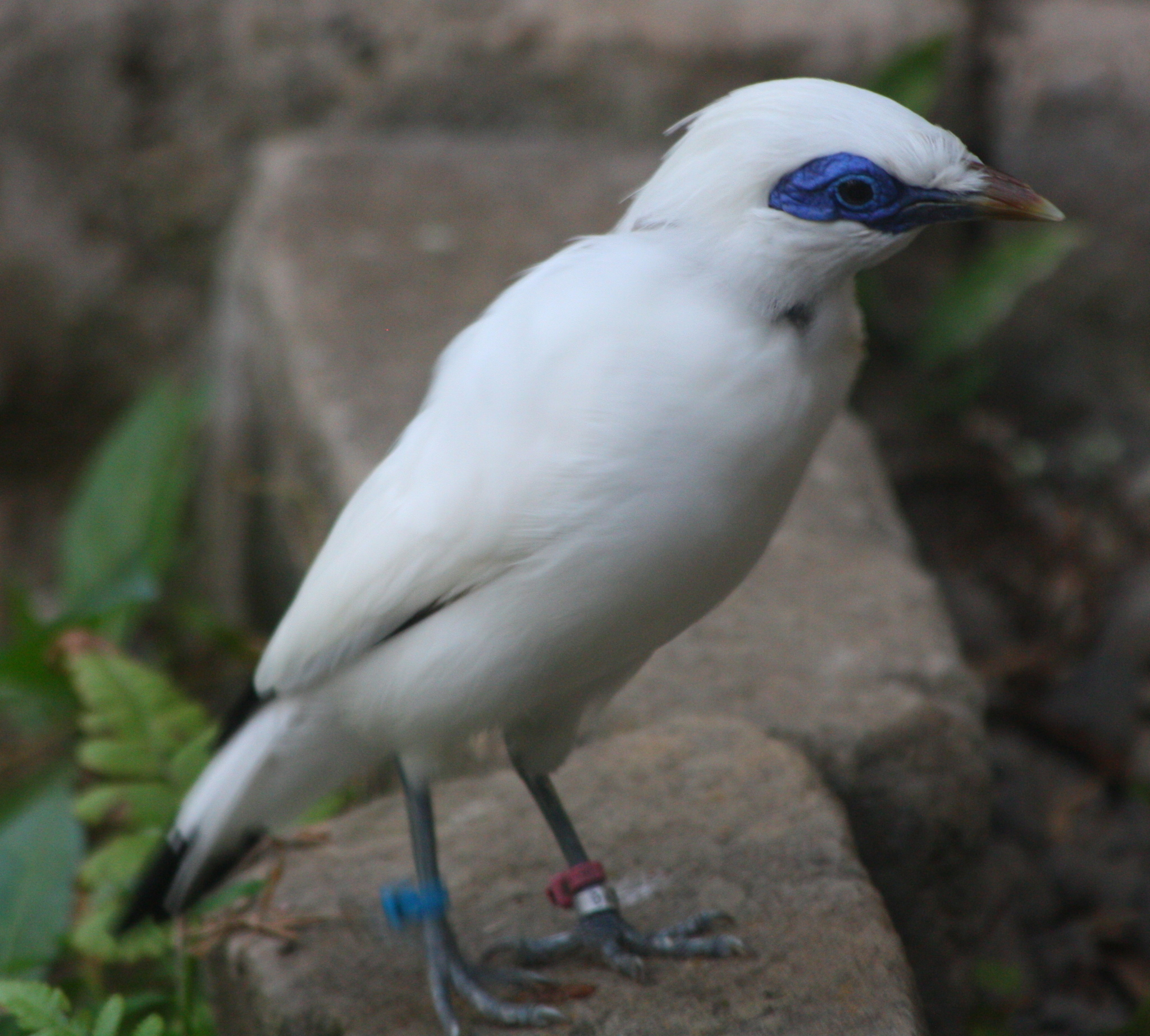
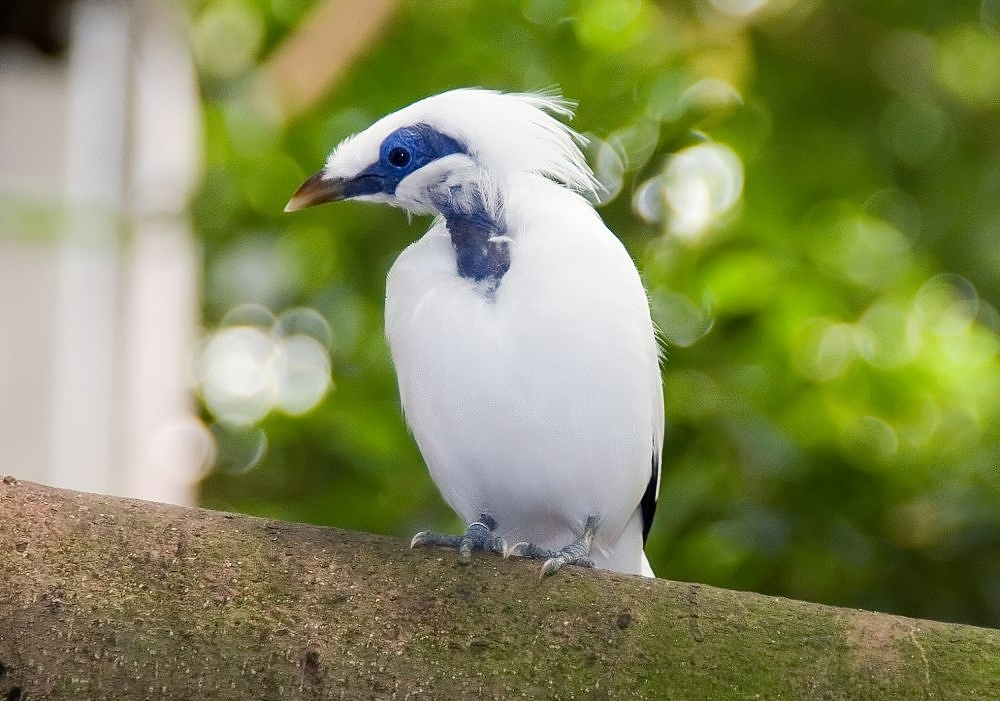